# Алькіфе
Алькіфе (ісп. Alquife) — муніципалітет в Іспанії, у складі автономної спільноти Андалусія, у провінції Гранада. Населення — 692 особи (2010).
Муніципалітет розташований на відстані близько 360 км на південь від Мадрида, 42 км на схід від Гранади.
На території муніципалітету розташовані такі населені пункти: (дані про населення за 2010 рік)
- Алькіфе: 474 особи
- Мінас-дель-Маркесадо: 11 осіб
- Сан-Антоніо: 42 особи
- Вірхен-де-Бегонья: 107 осіб
- Сан-Ерменехільдо: 58 осіб

## Демографія
Динаміка населення (INE ):

## Галерея зображень

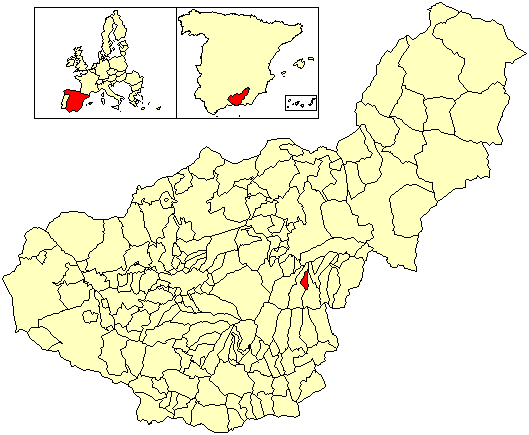
Розташування муніципалітету у провінції Гранада
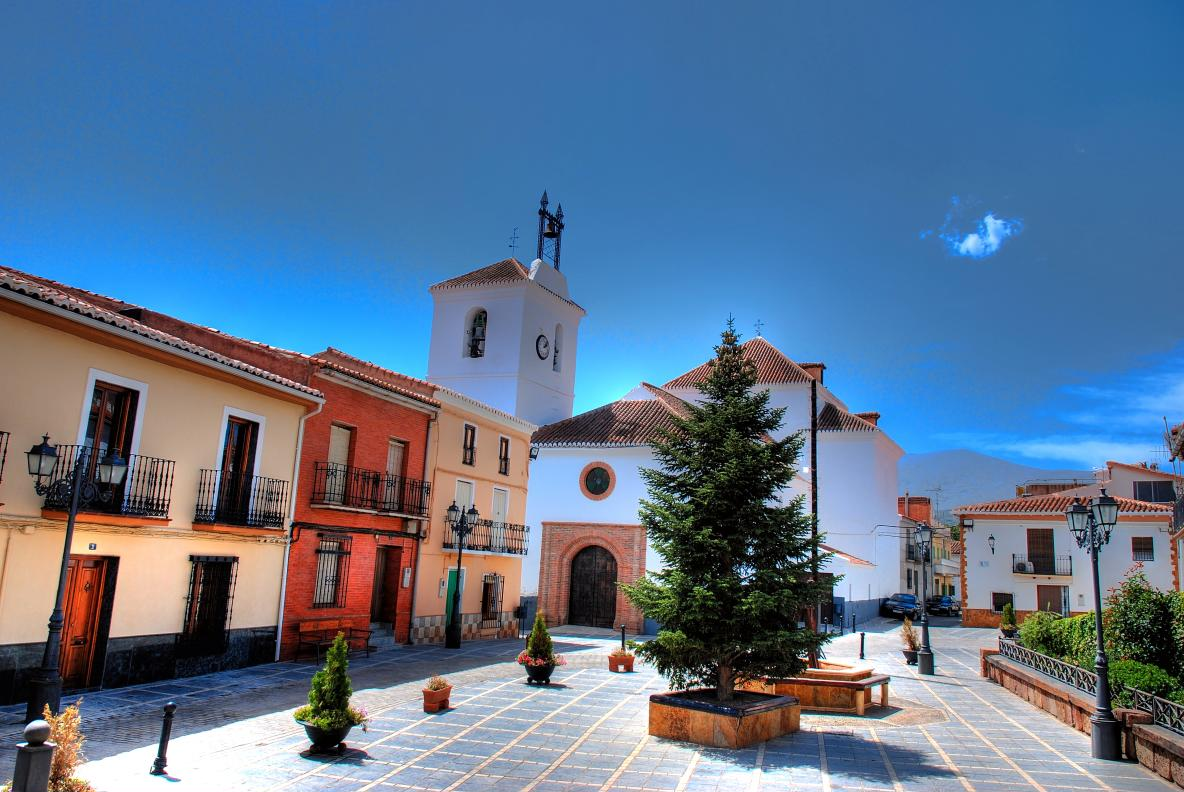
Алькіфе